# ابو حمد
ابو حمد (به عربی: أبو حمد) شهری در سودان است که در ایالت رود نیل واقع شده‌است.